# Paul Paulus
Paul Paulus (* 1. August 1915 in Prien am Chiemsee; † 31. Januar 2013 ebenda) war ein deutscher Jurist und Chiemseemaler.

## Leben
Als Sohn eines Notariatsangestellten in Prien geboren, begeisterte sich Paul Paulus schon sehr früh, in der Grund- und Mittelschule, für die Malerei. Dabei fand er auf seinem Weg immer wieder Menschen, die ihn künstlerisch anleiteten, von besonderer Bedeutung zu dieser Zeit die Malerin Lisbeth Lommel aus der Künstlervereinigung der „Welle“.
Von 1938 bis 1950 studierte Paulus auf Wunsch des Vaters Jura an der Ludwig-Maximilians-Universität in München, unterbrochen von seiner Teilnahme am Zweiten Weltkrieg sowie Kriegsgefangenschaft von 1939 bis 1947. Parallel zum Studium führte Paulus sein privates Malstudium bei dem Zügelschüler Georg Schlech fort, der ihm vor allem das Auge für die Natur öffnete und von dem er später die Vorliebe für das „kleine Format“ und die diffizile Ausarbeitung seiner stimmungsvollen Bilder übernahm.
Nach seinem Staatsexamen 1950 trat er in die Rechtsabteilung der Hypo-Bank in München ein, wo er in verschiedenen Positionen sein gesamtes Berufsleben tätig war. Zu dieser Zeit intensivierte er die Zusammenarbeit mit seinem jüngeren Freund Max Weihrauch mit dem in den 1950er und 1960er Jahren gemeinsam arbeitete; eine Zeit in der ausgesprochen flotte, schnell hingeworfene Bilder entstanden, großformatige, farbintensive und fast expressive Arbeiten.
Ab 1970 fand er zu seinem eigenen Stil, der ihn an die Reihe der bekannten Maler des 19. Jahrhunderts anknüpfen ließ – wie Joseph Wopfner, Karl Raupp, Josef Wenglein oder Fritz Halberg-Krauss. In ihnen fand er seine großen Vorbilder in der Landschaftsmalerei. Im Fach des Stilllebens war er verbunden mit seinem Zeitgenossen Constantin Gerhardinger, der unweit von Prien am Samerberg lebte.
Seit 1970 nahm er bei den Ausstellungen der „Königlich Privilegierten Künstlergenossenschaft München“ im Haus der Kunst teil, die insbesondere die traditionellen Künstler vereinigte. Dort fungierte er ab 1975 als Juror, dessen Urteil hoch geschätzt war. Ausstellungen in Prien und auf Frauenchiemsee stärkten seien Ruf als Chiemseemaler der alten Schule und schufen ihm viele Freunde, Verehrer und Nachahmer.
Zu seinem Eintritt in den Ruhestand im Jahr 1978 würdigte ihn die Bank mit einer Ausstellung in der Schalterhalle der Münchner Niederlassung.
Paul Paulus ist Ehrenbürger des Marktes Prien am Chiemsee.